# Morgan Freeman/Filmografie

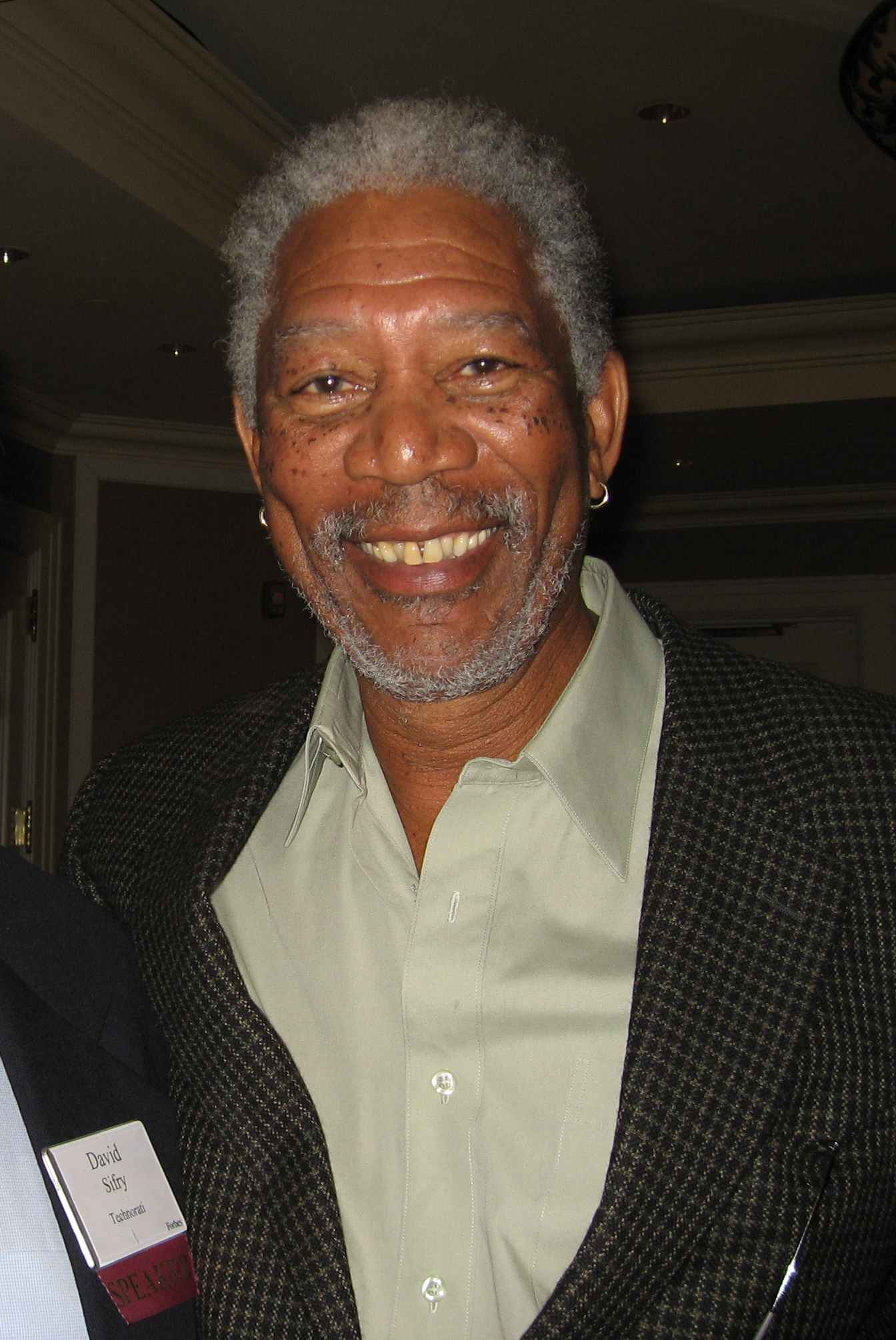
Morgan Freeman im Jahr 2006

Morgan Freemans Filmografie nennt die Filme, in denen der Filmschauspieler Morgan Freeman mitgewirkt hat. Freeman spielte seit den 1960er Jahren in zahlreichen Filmen als Darsteller mit und erhielt eine Reihe von Auszeichnungen.
Er hatte sein Filmdebüt als Statist als Mann auf der Straße in dem Film Der Pfandleiher von Sidney Lumet im Jahr 1964, wo er nicht genannt wurde. Auch in den beiden folgenden Filmen hatte er nur Statistenrollen. Zuerst genannt wurde er als Darsteller einer Nebenrolle in dem Film Who Says I Can’t Ride a Rainbow! von 1971. In Amerika wurde er zuerst vor allem als Darsteller des Grafen Dracula in der Kindersendung The Electric Company von 1971 bis 1977 bekannt. Neben zahlreichen Kinofilmen war Freeman in den Vereinigten Staaten zudem in sehr vielen Fernsehfilmen und -serien zu sehen und wirkte auch in einigen Dokumentarfilmen zur Geschichte der Vereinigten Staaten mit. 1988 wurde er für seine Nebenrolle in Glitzernder Asphalt zum ersten Mal zum Oscar nominiert, 1990 erneut als Hauptdarsteller in Miss Daisy und ihr Chauffeur und 1994 in Die Verurteilten. Seinen ersten und einzigen Oscar erhielt er als Nebendarsteller in Million Dollar Baby im Jahr 2005.

## Erklärung
- Jahr: Nennt das Jahr, in dem der Film erstmals erschienen ist.
- Deutscher Titel: Nennt den deutschen Titel des Films. Manche Filme sind nie in Deutschland erschienen.
- Originaltitel: Nennt den Originaltitel des Films.
- Regisseur: Nennt den Regisseur des Films.
- Genre: Nennt das Genre des Films (bsp. Abenteuerfilm, Science-Fiction, Horrorfilm, Komödie oder Drama).
- Min.: Nennt die ursprüngliche Länge des Films in der Kinofassung in Minuten. Manche Filme wurden später gekürzt, teilweise auch nur für deutschen Filmverleih. Kinofilme haben 24 Vollbilder pro Sekunde. Im Fernsehen oder auf DVD werden Filme im Phase-Alternating-Line-System (PAL) mit 25 Vollbildern pro Sekunde gezeigt, siehe PAL-Beschleunigung. Dadurch ist die Laufzeit der Filme im Kino um vier Prozent länger als im Fernsehen, was bei einer Kinolaufzeit von 100 Minuten eine Lauflänge von 96 Minuten im Fernsehen bedeutet.
- Credit: Nennt, ob Morgan Freeman im Film im Vor- und/oder Abspann genannt wird (ja), oder nicht (nein).
- Rolle: Beschreibt die Rolle Morgan Freemans in groben Zügen. Unter Anmerkung stehen weitere Informationen zum Film.

## Filme / Serien
Die Liste der Filme enthält alle Kinofilme, bei denen Morgan Freeman eine Rolle gespielt hat, sowie eine Auswahl von Fernsehserien mit seiner Beteiligung. Außerdem enthalten ist eine Auswahl von Filmen, bei denen er eine Sprechrolle bsp. als Erzähler hatte.
| Inhaltsverzeichnis | 1960er | 1970er | 1980er | 1990er | 2000er | 2010er | 2020er |

| Jahr      | Deutscher Titel                                   | Originaltitel                                                    | Regisseur                          | Genre                                                  | Min.            | Credit | Rolle |
| --------- | ------------------------------------------------- | ---------------------------------------------------------------- | ---------------------------------- | ------------------------------------------------------ | --------------- | ------ | --- |
|           |                                                   |                                                                  |                                    | 1960er                                                 |                 |        | |
| 1964      | Der Pfandleiher                                   | The Pawnbroker                                                   | Sidney Lumet                       | Drama                                                  | 116             | nein   | Mann auf der Straße |
| 1966      | –                                                 | A Man Called Adam                                                | Leo Penn                           | Drama                                                  | 99              | nein   | Mann auf einer Party |
| 1968      | Als das Licht ausging                             | Where Were You When the Lights Went Out?                         | Hy Averback                        | Komödie                                                | 89              | Nein   | Pendler am Grand Central |
|           |                                                   |                                                                  |                                    | 1970er                                                 |                 |        | |
| 1971      | –                                                 | Who Says I Can’t Ride a Rainbow!                                 | Edward Mann                        | Drama                                                  | 85              | Ja     | Afro |
| 1971–1977 | –                                                 | The Electric Company                                             | -                                  | Fernsehserie, Kinderserie                              | 780 Folgen à 28 | ja     | verschiedene, unter anderen Graf Dracula |
| 1973      | Blade – Der Kontrabulle                           | Blade                                                            | Ernest Pintoff                     | Thriller, Mystery                                      | 90              | Ja     | |
| 1974      | –                                                 | Out to Lunch                                                     | Bill Davis                         | Familienfilm, Fernsehfilm                              | 60              | ja     | verschiedene Charaktere |
| 1978      | –                                                 | Roll of Thunder, Hear My Cry                                     | Jack Smight                        | Drama, Fernsehfilm                                     | 110             | ja     | Uncle Hammer |
| 1978      | –                                                 | Visions: Charlie Smith and the Fritter Tree                      | Fred Barzyk                        | Drama, Fernsehserie: Staffel 3, Episode 1              | n. a.           | Ja     | |
| 1979      | –                                                 | Coriolanus                                                       | Wilford Leach                      | Drama                                                  | n. a.           | ja     | Coriolanus in dem gleichnamigen Drama Coriolanus von William Shakespeare |
| 1979      | –                                                 | Julius Caesar                                                    | Michael Langham                    | Drama                                                  | n. a.           | Ja     | Gaius Servilius Casca, Freund und einer der Mörder von Gaius Iulius Caesar |
| 1979      | –                                                 | Hollow Image                                                     | Marvin J. Chomsky                  | Drama, Fernsehfilm                                     | 110             | Ja     | Ralph ‘Sweet Talk’ Simmons |
|           |                                                   |                                                                  |                                    | 1980er                                                 |                 |        | |
| 1980      | Attica – Revolte hinter Gittern                   | Attica                                                           | Marvin J. Chomsky                  | Drama, Fernsehfilm                                     | 97              | Ja     | |
| 1980      | Brubaker                                          | Brubaker                                                         | Stuart Rosenberg                   | Drama                                                  | 97              | Ja     | Walter, Insasse der Todeszelle des Wakefield-Gefängnisses; der Gefängnisdirektor Brubaker sorgt dafür, dass er und andere Insassen täglich Ausgang bekommen. |
| 1980      | Malcolm X – Tod eines Propheten                   | Death of a Prophet                                               | Woodie King Jr.                    | Drama, Biografie                                       | 97              | ja     | Malcolm X, ein amerikanischer Führer der schwarzen Bürgerrechtsbewegung. |
| 1981      | Der Augenzeuge                                    | Eyewitness                                                       | Peter Yates                        | Thriller                                               | 103             | ja     | Lieutenant Black, ermittelnder Polizist im Mordfall an dem Geschäftsmann Long |
| 1981      | –                                                 | Texas                                                            | n. a.                              | Drama, Fernsehserie: Folgen 1260 und 1266              | 60              | ja     | Detective Michaels |
| 1981      | –                                                 | Ryan’s Hope                                                      | n. a.                              | Drama, Fernsehserie: Folgen 1619 und 1620              | 30              | ja     | Cicero Murphy |
| 1981      | Liebe ist meine stärkste Waffe                    | The Marva Collins Story                                          | Peter Levin                        | Drama, Biografie, Fernsehfilm                          | 100             | ja     | Clarence Collins, Ehemann der schwarzen Lehrerin Marva Collins |
| 1982–1984 | –                                                 | Another World                                                    | n. a.                              | Drama, Fernsehserie                                    | 90              | Ja     | Dr. Roy Bingham |
| 1984      | Harry & Sohn                                      | Harry & Son                                                      | Paul Newman                        | Drama                                                  | 117             | Ja     | |
| 1984      | Die Aufsässigen                                   | Teachers                                                         | Arthur Hiller                      | Drama, Komödie                                         | 107             | Ja     | |
| 1985      | –                                                 | The Atlanta Child Murders                                        | n. a.                              | Drama, Fernsehserie                                    | 245             | Ja     | Ben Shelter |
| 1985      | Marie – Eine wahre Geschichte                     | Marie                                                            | Roger Donaldson                    | Drama                                                  | 112             | Ja     | |
| 1985      | Jungs außer Kontrolle                             | That Was Then… This Is Now                                       | Christopher Cain                   | Drama                                                  | 102             | Ja     | |
| 1985      | –                                                 | Great Performances: The Gospel at Colonus                        | Kirk Browning                      | Musik, Fernsehserie: Staffel 14, Folge 2               | 132             | Ja     | Ansager |
| 1985      | Unbekannte Dimensionen: Dealer’s Choice           | Twilight Zone: Dealer’s Choice                                   | Wes Craven                         | Mystery, Fernsehserie: Staffel 1, Folge 8              | 60              | Ja     | |
| 1985      | –                                                 | The Execution of Raymond Graham                                  | Daniel Petrie                      | Drama, Fernsehfilm                                     | 96              | Ja     | |
| 1986      | –                                                 | Resting Place                                                    | John Korty                         | Drama, Fernsehfilm                                     | 100             | Ja     | |
| 1987      | Glitzernder Asphalt                               | Street Smart                                                     | Jerry Schatzberg                   | Krimi, Drama                                           | 97              | Ja     | |
| 1987      | An einem Freitagabend                             | Fight for Life                                                   | Elliot Silverstein                 | Drama, Fernsehfilm                                     | 95              | Ja     | |
| 1988      | Tropic War                                        | Clinton and Nadine                                               | Jerry Schatzberg                   | Action, Thriller, Fernsehfilm                          | 110             | Ja     | |
| 1988      | Süchtig                                           | Clean and Sober                                                  | Glenn Gordon Caron                 | Drama                                                  | 124             | Ja     | |
| 1989      | Der knallharte Prinzipal                          | Lean on Me                                                       | John G. Avildsen                   | Drama, Jugendfilm                                      | 124             | Ja     | |
| 1989      | Johnny Handsome – Der schöne Johnny               | Johnny Handsome                                                  | Walter Hill                        | Drama                                                  | 87              | Ja     | |
| 1989      | Miss Daisy und ihr Chauffeur                      | Driving Miss Daisy                                               | Bruce Beresford                    | Tragikomödie                                           | 99              | ja     | Hoke Colburn, Chauffeur der Daisy Werthan; der schwarze Colburn wird nach einem Unfall gegen den Willen von Miss Daisy von ihrem Sohn als ihr Chauffeur eingestellt und nach einer anfänglichen Abneigung entwickeln beide eine Freundschaft. |
| 1989      | Glory                                             | Glory                                                            | Edward Zwick                       | Drama, Historienfilm                                   | 122             | Ja     | |
|           |                                                   |                                                                  |                                    | 1990er                                                 |                 |        | |
| 1990      | –                                                 | The Civil War                                                    | Edward Zwick                       | Dokumentarfilm, Historienfilm, Fernsehserie (9 Folgen) | 680             | Ja     | |
| 1990      | Fegefeuer der Eitelkeiten                         | The Bonfire of the Vanities                                      | Brian De Palma                     | Drama, Komödie                                         | 125             | ja     | |
| 1991      | Robin Hood – König der Diebe                      | Robin Hood: Prince of Thieves                                    | Kevin Reynolds                     | Drama, Historienfilm                                   | 155             | ja     | Azeem, Freund und Begleiter von Robin Hood; Azeem kommt gemeinsam mit Robin von Locksley nach England und flieht mit ihm vor dem Sheriff von Nottingham in die Wälder. |
| 1991      | –                                                 | The American Experience: The Massachusetts 54th Colored Infantry | Jacqueline Shearer                 | Historienfilm, Fernsehserie: Staffel 4, Folge 3        | 234             | ja     | Erzähler |
| 1992      | Im Glanz der Sonne                                | The Power of One                                                 | John G. Avildsen                   | Sportfilm                                              | 125             | Ja     | |
| 1992      | Erbarmungslos                                     | Unforgiven                                                       | Clint Eastwood                     | Western                                                | 131             | Ja     | Ned Logan, ein ehemaliger Revolverheld, der gemeinsam mit seinem alten Partner William „Bill“ Munny das Kopfgeld für zwei Cowboys verdienen möchte, die eine Prostituierte misshandelt haben. Logan entscheidet, auszusteigen, wird jedoch gefangen genommen und zu Tode gefoltert. |
| 1994      | Die Verurteilten                                  | The Shawshank Redemption                                         | Frank Darabont                     | Drama                                                  | 142             | Ja     | Red (Ellis Boyd „Red“ Redding), Häftling in der Strafanstalt Shawshank; Erzähler und Freund von Andy Dufresne |
| 1995      | Outbreak – Lautlose Killer                        | Outbreak                                                         | Wolfgang Petersen                  | Drama                                                  | 128             | Ja     | General Billy Ford |
| 1995      | Sieben                                            | Seven                                                            | David Fincher                      | Thriller, Horror                                       | 127             | Ja     | Lt. William Somerset, der die Morde eines Psychopathen aufklären soll. |
| 1996      | Moll Flanders                                     | Moll Flanders                                                    | Pen Densham                        | Drama                                                  | 120             | Ja     | |
| 1996      | Außer Kontrolle                                   | Chain Reaction                                                   | Andrew Davis                       | Actionfilm                                             | 106             | Ja     | |
| 1997      | … denn zum Küssen sind sie da                     | Kiss the Girls                                                   | Gary Fleder                        | Thriller                                               | 111             | Ja     | Dr. Alex Cross, Polizeipsychologe; Dr. Cross erfährt, dass seine Nichte verschwunden ist und macht sich auf die Suche nach dem Entführer, der unter dem Namen Casanova mehrere Frauen entführt und ermordet hat. |
| 1997      | Amistad                                           | Amistad                                                          | Steven Spielberg                   | Historienfilm, Gerichtsfilm                            | 152             | Ja     | |
| 1998      | Hard Rain                                         | Hard Rain                                                        | Mikael Salomon                     | Thriller                                               | 92              | ja     | Jim, Boss einer Räuberbande, die während einer durch Regen verursachten Flut einen verunglückten Geldtransporter überfallen will. |
| 1998      | Deep Impact                                       | Deep Impact                                                      | Mimi Leder                         | Thriller                                               | 120             | Ja     | Tom Beck, Präsident der Vereinigten Staaten; Beck beauftragt ein Spezialteam damit, den Kometen umzulenken. |
|           |                                                   |                                                                  |                                    | 2000er                                                 |                 |        | |
| 2000      | Nurse Betty                                       | Nurse Betty                                                      | Neil LaBute                        | Krimi, Komödie                                         | 110             | Ja     | |
| 2000      | Under Suspicion – Mörderisches Spiel              | Under Suspicion                                                  | Stephen Hopkins                    | Thriller                                               | 106             | Ja     | |
| 2001      | Im Netz der Spinne                                | Along came a Spider                                              | Lee Tamahori                       | Krimi, Thriller                                        | 104             | Ja     | Dr. Alex Cross, Polizeipsychologe; Dr. Cross wird in die Entführung der Senatorentochter Megan Rose verwickelt und soll sie befreien. |
| 2002      | High Crimes – Im Netz der Lügen                   | High Crimes                                                      | Carl Franklin                      | Thriller                                               | 110             | Ja     | Charles W. Grimes, Rechtsanwalt. Gemeinsam mit Claire Kubik übernimmt er die Verteidigung ihres Mannes Tom Kubik / Ronald Chapman, der für ein Massaker während eines Army-Einsatzes verantwortlich gemacht und des mehrfachen Mordes angeklagt wurde. |
| 2002      | Der Anschlag                                      | The Sum of All Fears                                             | Phil Alden Robinson                | Thriller                                               | 119             | Ja     | William Cabot, Leiter der CIA; Cabot beauftragt den jungen Jack Ryan, den neuen russischen Präsidenten Nemerow zu analysieren und seine Rolle im Tschetschenien-Konflikt und dort stattgefundenen Giftgasangriffen zu beurteilen. Ryan erfährt, dass hinter dem Angriff Terroristen stecken, die auch eine Atombombe umbauen und in Baltimore platzieren. Cabot stirbt nach der Detonation der Bombe in Baltimore. |
| 2003      | –                                                 | Freedom: A History of Us                                         | n. a.                              | Historienfilm, Dokumentation, Fernsehserie (6 Folgen)  | n.a             | Ja     | |
| 2003      | Levity                                            | Levity                                                           | Ed Solomon                         | Drama                                                  | 100             | Ja     | |
| 2003      | Dreamcatcher                                      | Dreamcatcher                                                     | Lawrence Kasdan                    | Science-Fiction, Horror                                | 128             | Ja     | Colonel Abraham Curtis, Kommandant der Blue Boys. Curtis jagd Außerirdische und will in einem Sperrgebiet, in dem sich auch die Protagonisten des Films aufhalten, alles Leben auslöschen. |
| 2003      | Bruce Allmächtig                                  | Bruce Almighty                                                   | Tom Shadyac                        | Komödie                                                | 101             | ja     | Gott |
| 2003      | –                                                 | Guilty by Association                                            | Howard Gibson, Po Johns            | Thriller                                               | 80              | ja     | |
| 2004      | Hawaii Crime Story                                | The Big Bounce                                                   | George Armitage                    | Komödie                                                | 88              | ja     | |
| 2004      | –                                                 | A Remarkable Promise                                             | James Moll                         | Kurzfilm                                               | 9               | ja     | Erzähler; biografischer Kurzfilm zum amerikanischen Präsidentschaftskandidaten John Kerry |
| 2004      | Million Dollar Baby                               | Million Dollar Baby                                              | Clint Eastwood                     | Drama                                                  | 127             | ja     | Eddie „Scrap“ Dupris, Hausmeister des Boxstudios, ehemaliger Boxer und bester Freund des Boxlehrers Frankie Dunn. |
| 2005      | Die Reise der Pinguine                            | La marche de l’empereur                                          | Luc Jacquet                        | Dokumentation                                          | 84              | Ja     | Sprecher |
| 2005      | Unleashed – Entfesselt                            | Danny The Dog                                                    | Louis Leterrier                    | Action, Thriller                                       | 102             | Ja     | |
| 2005      | –                                                 | Slavery and the Making of America                                | n. a.                              | Dokumentation; Fernsehserie, 4 Folgen                  | n.a             | Ja     | Erzähler |
| 2005      | Batman Begins                                     | Batman Begins                                                    | Christopher Nolan                  | Action, Fantasy                                        | 140             | Ja     | Lucius Fox, Mitarbeiter und Forschungsleiter der Wayne Enterprises, der Batman mit verschiedenen technischen Gegenständen ausstattet, darunter den Batsuit und den Tumbler. |
| 2005      | Krieg der Welten                                  | War of the Worlds                                                | Steven Spielberg                   | Action, Fantasy                                        | 112             | Ja     | Erzähler |
| 2005      | Ein ungezähmtes Leben                             | An Unfinished Life                                               | Lasse Hallström                    | Drama                                                  | 104             | Ja     | |
| 2005      | Edison – Stadt des Verbrechens                    | Edison                                                           | David J. Burke                     | Drama                                                  | 95              | Ja     | |
| 2005      | –                                                 | Magnificent Desolation: Walking on the Moon 3D                   | Mark Cowen                         | Dokumentation                                          | 40              | Ja     | Neil Armstrong, nur Stimme |
| 2006      | Lucky Number Slevin                               | Lucky Number Slevin                                              | Paul McGuigan                      | Thriller                                               | 109             | Ja     | Der Boss, ein Gangsterboss in New York; der Boss und der Rabbi, zwei ehemalige Partner, sind zerstritten. Der Boss heuert den vermeintlichen Schuldner Nick Fisher an, um den Sohn des Rabbis zu töten. Dieser stellt sich jedoch als der Sohn eines Mannes heraus, der vom Boss und vom Rabbi getötet wurde und nun Rache an beiden nimmt. |
| 2006      | 10 Items or Less – Du bist wen du triffst         | 10 Items or Less                                                 | Brad Silberling                    | Komödie                                                | 77              | Ja     | |
| 2006      | The Contract                                      | The Contract                                                     | Bruce Beresford                    | Thriller                                               | 96              | Ja     | |
| 2007      | Evan Allmächtig                                   | Evan Allmächtig                                                  | Tom Shadyac                        | Komödie                                                | 96              | Ja     | Gott |
| 2007      | Gone Baby Gone – Kein Kinderspiel                 | Gone Baby Gone                                                   | Ben Affleck                        | Krimi                                                  | 114             | Ja     | |
| 2007      | Zauber der Liebe                                  | Feast of Love                                                    | Robert Benton                      | Drama                                                  | 102             | Ja     | |
| 2007      | Das Beste kommt zum Schluss                       | The Bucket List                                                  | Rob Reiner                         | Tragikomödie                                           | 93              | Ja     | Carter Chambers, ein Mechaniker; Chambers lernt im Krankenhaus den Milliardär Edward Cole kennen – beide sind todkrank und beschließen, vor ihrem Tod eine Liste mit Aktivitäten abzuhaken, die sie noch erleben wollen. |
| 2008      | Wanted                                            | Wanted                                                           | Timur Bekmambetow                  | Action                                                 | 110             | ja     | |
| 2008      | The Dark Knight                                   | The Dark Knight                                                  | Christopher Nolan                  | Action, Fantasy                                        | 152             | Ja     | Lucius Fox, Mitarbeiter und Forschungsleiter der Wayne Enterprises. |
| 2008      | A Raisin in the Sun                               | A Raisin in the Sun                                              | Kenny Leon                         | Drama                                                  | 131             | Nein   | Erzähler (nur Stimme) |
| 2008      | Invictus – Unbezwungen                            | Invictus                                                         | Clint Eastwood                     | Drama, Biografie                                       | 134             | Ja     | Nelson Mandela, Präsident von Südafrika; Der Film behandelt die Unterstützung der bei der schwarzen Bevölkerung unbeliebten Südafrikanischen Rugby-Union-Nationalmannschaft (Springboks) durch den Präsidenten Mandela bei der Rugby-Union-Weltmeisterschaft 1995 in Südafrika. |
| 2008      | The Code – Vertraue keinem Dieb                   | The Code                                                         | Mimi Leder                         | Krimi                                                  | 104             | Ja     | Keith Ripley, ein Kunstdieb. Ripley bietet dem Dieb Gabriel Martin einen gemeinsamen Kunstraub an, bei dem sie zwei wertvolle Fabergé-Eier der „Romanov Jewelers Ltd.“ stehlen wollen. |
| 2008      | Bruchreif                                         | The Maiden Heist                                                 | Peter Hewitt                       | Krimi                                                  | 87              | Ja     | |
|           |                                                   |                                                                  |                                    | 2010er                                                 |                 |        | |
| 2010–2013 | Morgan Freeman: Mysterien des Weltalls            | Through the Wormhole                                             | –                                  | Dokumentarfilmserie                                    | 38 Folgen à 42  | Ja     | Moderator und Erzähler |
| 2010      | R.E.D. – Älter, Härter, Besser                    | R.E.D – Retired. Extremely Dangerous                             | Robert Schwentke                   | Action                                                 | 111             | Ja     | Joe Matheson, pensionierter CIA-Agent; gemeinsam mit Frank Moses und weiteren ehemaligen Kollegen und Gegnern versucht er eine Reihe von Morden aufzuklären, die mit einem alten Einsatz in Guatemala zusammenhängen. |
| 2011      | Conan                                             | Conan                                                            | Marcus Nispel                      | Fantasy                                                | 113             | Ja     | Erzähler |
| 2011      | Mein Freund, der Delfin                           | Dolphin Tale                                                     | Charles Martin Smith               | Abenteuer, Tierfilm                                    | 113             | Ja     | Dr. Cameron McCarthy, Experte für Prothesenanfertigung. McCarthy wird gebeten, für den Delfin Winter eine Schwanzflossenprothese anzufertigen. |
| 2012      | The Dark Knight Rises                             | The Dark Knight Rises                                            | Christopher Nolan                  | Action, Fantasy                                        | 164             | Ja     | Lucius Fox, Mitarbeiter und Forschungsleiter der Wayne Enterprises. |
| 2012      | The Magic of Belle Isle – Ein verzauberter Sommer | The Magic of Belle Isle                                          | Rob Reiner                         | Drama                                                  | 111             | Ja     | Monty Wildhorn, ein ehemaliger Bestseller-Autor von Western; Wildhorn ist seit einem Unfall auf einen Rollstuhl angewiesen und seit dem Tod seiner Frau inspirationslos. Bei einem Sommeraufenthalt in Belle Isle lernt er die alleinerziehende Mutter Charlotte O’Neil und ihre drei Töchter kennen und gewinnt neue Lebensfreude. |
| 2012      | Oblivion                                          | Oblivion                                                         | Joseph Kosinski                    | Science-Fiction                                        | 125             | Ja     | Malcolm Beech, Anführer der „Plünderer“; die Plünderer sind Überlebende aus einem Krieg der Menschheit gegen Außerirdische, die die Ressourcen der Erde mit Hilfe von Klonen ausbeuten. Malcolm Beech lässt den Klon Jack Harper (Jack-49) entführen und klärt ihn später über die realen Hintergründe seiner Existenz und des Krieges auf, dabei gewinnt er ihn als Gefährten gegen die Außerirdischen. Beech wird bei einem Angriff von Drohnen schwer verletzt, begleitet Jack jedoch auf das fremde Raumschiff Tet, das beide zerstören.                |
| 2013      | Olympus Has Fallen – Die Welt in Gefahr           | Olympus Has Fallen                                               | Antoine Fuqua                      | Action                                                 | 120             | Ja     | Sprecher des Repräsentantenhauses Allan Trumbull; durch die Geiselnahme des Präsidenten und des Vizepräsidenten wird Trumbull als Acting President und somit auch als Oberbefehlshaber des Militärs eingesetzt. Er steht mit dem ehemaligen Secret-Service-Agenten Mike Banning im Weißen Haus in Verbindung und plant mit ihm die Rettungsmission für den Präsidenten, zugleich verhandelt er mit dem Geiselnehmer Kang, agiert als amtierender Präsident, indem er dessen Forderungen nach einem Rückzug der amerikanischen Truppen aus Südkorea anweist. |
| 2013      | Die Unfassbaren – Now You See Me                  | Now You See Me                                                   | Louis Leterrier                    | Action, Thriller                                       | 115             | Ja     | |
| 2013      | Last Vegas                                        | Last Vegas                                                       | Jon Turteltaub                     | Komödie                                                | 105             | Ja     | |
| 2014      | Transcendence                                     | Transcendence                                                    | Wally Pfister                      | Science-Fiction, Mystery                               | 119             | Ja     | Joseph Tagger, Lehrer und Freund des verstorbenen Will Caster. Als Tagger sich die von den Casters aufgebauten Anlagen ansieht, erkennt er die Gefahr und schließt sich den Technologiegegnern an, um Caster aufzuhalten. |
| 2014      |                                                   | Wish Wizard                                                      | André Gordon                       | Fantasy, Kurzfilm                                      | 18              | Ja     | |
| 2014      | Lucy                                              | Lucy                                                             | Luc Besson                         | Science-Fiction, Thriller                              | 89              | Ja     | Professor Samuel Norman, ein Hirnforscher; Lucy kontaktiert ihn nach der Aufnahme einer Droge, die eine Nutzung von großen Teilen der Gehirnkapazität bewirkt. Sie sucht ihn auf und lässt sich von ihm beraten und bei der letzten Transformation helfen. |
| 2014      | Mein Freund, der Delfin 2                         | Dolphin Tale 2                                                   | Charles Martin Smith               | Familie                                                | 107             | Ja     | Dr. Cameron McCarthy |
| 2015      | Last Knights – Die Ritter des 7. Ordens           | Last Knights                                                     | Kaz I Kiriya                       | Action, Drama                                          | 115             | Ja     | Bartok, Ritter am kaiserlichen Hof |
| 2015      | Ted 2                                             | Ted 2                                                            | Seth MacFarlane                    | Komödie                                                | 115             | Ja     | Patrick Meighan |
| 2015      | Momentum                                          | Momentum                                                         | Stephen S. Campanelli              | Actionthriller                                         | 96              | Ja     | Senator |
| 2016      | London Has Fallen                                 | London Has Fallen                                                | Babak Najafi                       | Actionthriller                                         | 99              | Ja     | Vizepräsident Allan Trumbull |
| 2016      | Die Unfassbaren 2                                 | Now You See Me 2                                                 | Jon M. Chu                         | Action, Komödie                                        | 129             | Ja     | Thaddeus Bradley |
| 2016      | Ben Hur                                           | Ben-Hur                                                          | Timur Bekmambetov                  | Action, Drama                                          | 123             | Ja     | Ilderim |
| 2017      | Abgang mit Stil                                   | Going in Style                                                   | Zach Braff                         | Kriminalfilm, Komödie                                  | 96              | Ja     | Willie Davis |
| 2017      | Das ist erst der Anfang                           | Just Getting Started                                             | Ron Shelton                        | Action, Komödie                                        | 91              | Ja     | Duke |
| 2018      | Der Nussknacker und die vier Reiche               | The Nutcracker and the Four Realms                               | Lasse Hallström, Joe Johnston      | Fantasy                                                | 99              | Ja     | Der Patenonkel Drosselmeyer |
| 2019      | The Poison Rose                                   | The Poison Rose                                                  | Francesco Cinquemani, George Gallo | Thriller                                               | 98              | Ja     | Doc |
| 2019      | Angel Has Fallen                                  | Angel Has Fallen                                                 | Ric Roman Waugh                    | Thriller                                               | 112             | Ja     | Präsident Trumbull |
|           |                                                   |                                                                  |                                    | 2020er                                                 |                 |        | |
| 2020      | Kings of Hollywood                                | The Comeback Trail                                               | George Gallo                       | Filmkomödie                                            | 105             | Ja     | Reggie Fontaine |
| 2021      | Der Prinz aus Zamunda 2                           | Coming 2 America                                                 | Craig Brewer                       | Filmkomödie                                            | 105             | Ja     | als er selbst |
| 2021      | Vanquish                                          | Vanquish                                                         | George Gallo                       | Actionfilm                                             | 94              | Ja     | als er selbst |
| 2021      | Killer’s Bodyguard 2                              | The Hitman’s Wife’s Bodyguard                                    | Patrick Hughes                     | Actionkomödie                                          | 116             | Ja     | Michael Bryce Senior |
| 2021      | Rita Moreno: Just a Girl Who Decided to Go for It | Rita Moreno: Just a Girl Who Decided to Go for It                | Mariem Pérez Riera                 | Dokumentarfilm                                         | 90              | Ja     | als er selbst |
| 2022      | Paradise Highway – Straße der Angst               | Paradise Highway                                                 | Anna Gutto                         | Krimi                                                  | 115             | Ja     | Gerrick |
| 2022      | The Minute you wake up dead                       | The Minute you wake up dead                                      | Michael Mailer                     | Mystery                                                | 90              | Ja     | Sheriff Thurmond Fowler |
| 2023      | The Ritual Killer                                 | The Ritual Killer                                                | George Gallo                       | Krimi                                                  | 92              | Ja     | Dr. Mackles |
| 2023      | A Good Person                                     | A Good Person                                                    | Zach Braff                         | Drama                                                  | 128             | Ja     | Daniel |
| 2023      | Special Ops: Lioness                              | Special Ops: Lioness                                             | -                                  | Fernsehserie, Action                                   | 42              | Ja     | Edwin Mullins in 2 Folgen |
| 2023      | 57 Seconds                                        | 57 Seconds                                                       | Rusty Cundieff                     | Sci-Fi-Thriller                                        | 99              | Ja     | Anton Burrell |
| 2024      | My Dead Friend Zoe                                | My Dead Friend Zoe                                               | Kyle Hausmann-Stokes               | Drama                                                  | 98              | Ja     | Dr. Cole |